# الدوري السلوفيني لكرة القدم 1968–69
الدوري السلوفيني لكرة القدم 1968–69 هو موسم من الدوري السلوفيني لكرة القدم ‏. فاز فيه NK Železničar Maribor ‏.